# Stephen Quake
Stephen Quake (n. 1969) é um cientista, inventor e empresário norte-americano. Licenciado em Física e mestre em Matemática em Stanford em 1991 e doutorado em Física pela Universidade de Oxford em 1994 como Académico Marshall. A sua investigação incidiu sobre mecânica estatística e os efeitos dos nós nos polímeros. Fez o seu trabalho de pós-doutoramento em Stanford em biofísica de molécula única com Steven Chu. Quake ingressou na faculdade do Instituto de Tecnologia da Califórnia aos 26 anos, onde subiu nas fileiras e acabou por ser nomeado Professor de Física Aplicada e Física na cátedra Thomas e Doris Everhart. Mudou-se para a Universidade de Stanford em 2005 para ajudar a lançar um novo departamento de Bioengenharia, onde é agora o Professor de Bioengenharia e Física Aplicada da cátedra Lee Otterson. De 2006 a 2016 foi investigador do Instituto Médico Howard Hughes.
Quake foi eleito membro da Academia Nacional de Engenharia em 2013 por conquistas na análise unicelular e integração em larga escala de dispositivos microfluidos. Foi também eleito para a Academia Nacional das Ciências, o Instituto de Medicina, a Sociedade Física Americana, o Instituto Americano de Engenharia Médica e Biológica e a Academia Americana de Artes e Ciências. É o galardoado com inúmeros prémios internacionais, incluindo o Prémio Human Frontiers of Science Nakasone, o Prémio Jacob Heskel Gabbay (2015), o Prémio MIT-Lemelson para a Inovação, o Prémio Internacional Raymond e Beverly Sackler em Biofísica, o Prémio Pioneiro do Diretor da NIH, o Prémio Promega Biotechnology da Sociedade Americana de Microbiologia e o Pioneiro da Miniaturização da Royal Society of Chemistry Publishing. Fundou ou cofundou várias empresas, incluindo a Fluidigm, a Helicos Biosciences, a Verinata Health, a Quanticel Pharmaceuticals, a Moleculo, a Cellular Research e a Immumetrix. Desde outubro de 2016, lidera como co-presidente da Biohub.
É conhecido pelas suas novas abordagens à medição biológica. Contribuiu para o campo dos microfluidos, incluindo a invenção da integração microfluida em larga escala, e desenvolveu aplicações de microfluidos à biologia estrutural, descoberta de drogas e medições de afinidade molecular. Quake também fez contribuições para o campo da genómica, incluindo a sequenciação de ADN de uma única molécula, técnicas para realizar a expressão de genes de células únicas e sequenciação do genoma, o desenvolvimento de diagnósticos pré-natais não invasivos para substituir a amniocentese, a sequenciação do genoma pré-natal, testes não invasivos para a rejeição do transplante cardíaco, e o desenvolvimento de abordagens para sequenciação e análise do sistema imunitário de um indivíduo. O seu genoma foi alvo de anotação clínica por uma grande equipa do Hospital de Stanford. Quake também é conhecido como um ex-conselheiro académico de He Jiankui, o controverso cientista que esteve envolvido, supostamente, com os primeiros bebés editados por genes.